# Петроградская
«Петрогра́дская» — станция Петербургского метрополитена. Входит в состав Московско-Петроградской линии, расположена между станциями «Горьковская» и «Чёрная речка».
Станция открыта 1 июля 1963 года в составе участка «Технологический институт» — «Петроградская». Наименование получила из-за расположения на Петроградской стороне.

## Наземные сооружения
Вестибюль выполнен по проекту архитекторов А. К. Андреева, Я. Е. Москаленко и встроен в здание «Дома мод», расположенное на пересечении Каменноостровского проспекта и Большого проспекта Петроградской стороны, у площади Льва Толстого.
Вестибюль имеет Г-образную форму в плане. Над эскалаторным ходом размещался витраж, отражавший историю моды. На каждой из 6 картин были изображены мужчина и женщина, одетые в костюмы различных эпох (шкуры древнего мира, рыцарь и его дама и т. д.) (по другим данным, эта был витраж на тему комсомола). Он был уничтожен 31 декабря 1993 года в результате взрыва и последующего пожара в одном из магазинов, арендовавших помещение в Доме Мод.

## Подземные сооружения
«Петроградская» является станцией закрытого типа глубокого заложения (глубина ≈ 53 м). По краям платформ установлены платформенные раздвижные двери. Подземный зал сооружён по проекту архитекторов В. Ф. Белова, А. В. Говорковского, В. Л. Ривина, Н. Н. Трегубова и Л. И. Шимаковского. Гофрированная поверхность стен перронного зала выполнена в виде облицовки из керамики. Торцевая стена украшена золотистым декоративным панно на фоне синей решётки, на котором изображены профили рабочего и крестьянки, которые создал художник Г. Н. Васильев.
Наклонный ход, содержащий три эскалатора, расположен в северном торце станции.
Ранее станция имела синие платформенные раздвижные двери, но в 2008 году они были заменены на чёрные — типовые для всех станций закрытого типа.

## Капитальный ремонт
Ремонт начался 17 декабря 2012 года без закрытия вестибюля, а 5 января 2013 года станция полностью закрылась.
Капитальный ремонт станции по заказу «Петербургского метрополитена» провело ЗАО «Метро-контракт». Стоимость работ составила более 146 млн рублей. В ходе ремонта были отремонтированы вестибюль станции и пешеходный переход возле него. Также был реконструирован эскалаторный тоннель.
В ходе ремонта 2 октября на станции в подсобном помещении произошло возгорание по вине рабочего, из-за которого в Петроградском районе было затруднено движение на улицах из-за образовавшихся пробок, а также были временно закрыты станции «Горьковская» и «Чёрная речка».
Капитальный ремонт «Петроградской» был завершён к ноябрю, а станция, как и ожидалось, была открыта 15 ноября 2013 года, в связи с чем были отменены временные маршруты наземного транспорта, организованные на время капитального ремонта станции.

## Перспективы
Планируется строительство перехода на станцию «Ботаническая» Кольцевой линии к 2028—2030 гг.

## Путевое развитие
За станцией находится нестандартный трёхстрелочный оборотный тупик. В будущем он станет служебной соединительной ветвью к Кольцевой линии.
Оба главных пути на съездах идут по отклонению. Это связано с тем, что изначально планировалось построить два средних тупика (в результате был построен один), из которых в будущем планировалось пройти ответвление на Крестовский остров.
Есть предположение, что второй тупик за станцией есть, только в нём отсутствуют рельсы и прочее оборудование. Существует версия, что на месте второго тупикового пути находится временная дренажная перекачка (ВДП), которая при постройке ССВ будет демонтирована и на её место уложат рельсы.

## Наземный транспорт

### Автобусные маршруты
| №   | Пересадки | Конечный пункт 1           | Конечный пункт 2                               |
| --- | --- | -------------------------- | ---------------------------------------------- |
| 1   | Приморская Горный институт Василеостровская Спортивная Чкаловская Чёрная речка | Наличная улица             | Новосибирская улица                            |
| 10  | Спортивная Адмиралтейская | Крестовский остров         | Балтийская Балтийский вокзал                   |
| 25  | Чкаловская Чёрная речка | Крестовский остров         | Вазаский переулок                              |
| 46  | Чёрная речка Горьковская Чернышевская Площадь Александра Невского Новочеркасская | Вазаский переулок          | Ладожская Ладожский вокзал                     |
| 76  | Комендантский проспект Пионерская Новая деревня Чёрная речка Чернышевская | Улица Шаврова              | Площадь Восстания Маяковская Московский вокзал |
| 128 | Приморская Горный институт Василеостровская Спортивная | Наличная улица             | Аптекарская набережная                         |
| 185 | Лесная | Ладожская Ладожский вокзал | Чкаловская                                     |
| 191 | Чкаловская Спортивная Адмиралтейская Невский проспект Гостиный двор Площадь Восстания Маяковская Московский вокзал Площадь Александра Невского Новочеркасская Проспект Большевиков Улица Дыбенко | Петроградская              | река Оккервиль                                 |
| 227 | Спортивная Чёрная речка Новая Деревня Пионерская | Крестовский Остров         | Арцеуловская аллея                             |
| 230 | Выборгская Спортивная Василеостровская | Пискарёвка                 | Уральская улица Приморская                     |
| 249 | Пискарёвка Лесная Спортивная Василеостровская | Ручьи                      | Приморская                                     |
| 275 | Проспект Просвещения Политехническая Площадь Мужества Лесная Спортивная | Улица Жени Егоровой        | Василеостровская                               |

### Трамвайные маршруты
| №  | Пересадки | Конечный пункт (остановка со стороны станции) | Конечный пункт (остановка с другой стороны) |
| -- | --- | --------------------------------------------- | ------------------------------------------- |
| 40 | Политехническая Площадь Мужества Ланская Чёрная речка Горьковская Спортивная Василеостровская Горный институт | Детская улица                                 | Тихорецкий проспект                         |

### Троллейбусные маршруты
| №  | Пересадки | Конечный пункт (остановка со стороны станции) | Конечный пункт (остановка с другой стороны) |
| -- | --- | --------------------------------------------- | ------------------------------------------- |
| 1  | Спортивная Адмиралтейская Невский проспект Гостиный двор Маяковская Площадь Восстания Московский вокзал Площадь Александра Невского Новочеркасская | Ординарная улица Петроградская                | улица Маршала Тухачевского                  |
| 9  | Спортивная Приморская | Петроградская                                 | улица Кораблестроителей                     |
| 31 | Спортивная Лесная Академическая | проспект Добролюбова                          | Северный проспект                           |
| 34 | Политехническая Чёрная речка | Бармалеева улица Петроградская                | Тихорецкий проспект                         |